# بابا رحیم مشرب

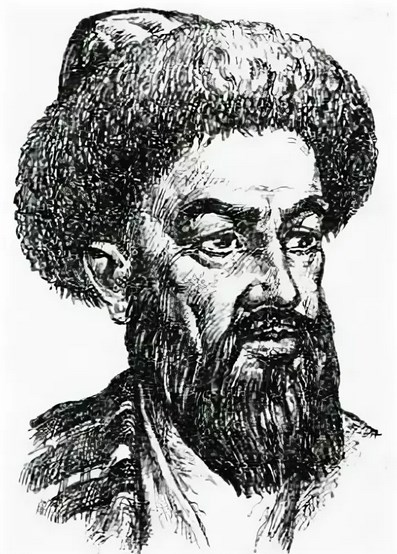
نگارهٔ بابا رحیم مشرب، شاعر و فیلسوف نمنگانی

بابا رحیم مشرب (زادهٔ ۱۶۵۳ – کشته شده در ۱۷۱۱ میلادی) شاعر، اندیشمند، صوفی و فیلسوف اهل نمنگان ازبکستان بود.

## زندگی
بابا رحیم به سالِ ۱۷۱۱ در نمنگان متولّد شد. بابا رحیم در پی آنچه «دسیسه‌های ملاها» یاد می‌شود با حکم محمود خان در ولایت بلخ به دار آویخته شد و در پهلوی قبر جوانمرد قصاب دفن گردید. پس از مرگ، جسد او به شهر اشکمش ولایت تخار انتقال یافت و اکنون زیارت‌گاهی در آنجا برای وی برپا است.